# Apanteles automeridis
Apanteles automeridis är en stekelart som beskrevs av Juan Brèthes 1926. Apanteles automeridis ingår i släktet Apanteles och familjen bracksteklar. Inga underarter finns listade i Catalogue of Life.